# Julieta Lanteri
Julia Magdalena Ángela Lanteri (Briga Marittima, 3 aprile 1873 – Buenos Aires, 23 febbraio 1932) è stata una politica e medico argentino.
Fu una grande amica di Alfonsina Storni.

## Biografia

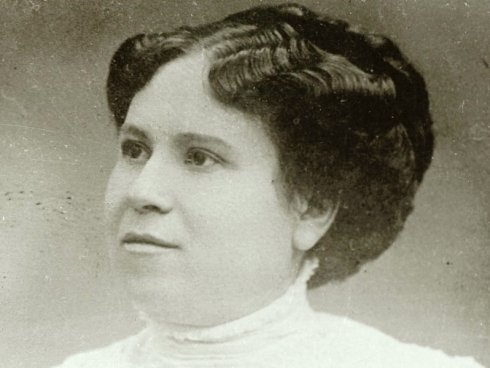
Julieta Lanteri nel 1920

Julia Magdalena Ángela Lanteri nacque con il nome di Giulia Maddalena Angela Lanteri nel 1873 a Briga Marittima, allora in Piemonte in provincia di Cuneo (ora in Francia) nell'alta val Roia da padre tendasco e madre brigasca.
La sua famiglia emigrò in Argentina quando lei aveva 2 anni, andando ad abitare prima a Buenos Aires e poi a La Plata.
Nel 1891 è la prima donna a iscriversi al Colegio Nacional di La Plata ed in seguito si laurea in farmacologia presso l'Università di Buenos Aires nel 1898. Si iscrisse quindi alla scuola di medicina dell'università con il permesso del preside, il Dr. Leopoldo Montes de Oca. La carriera universitaria e professionale incontrò l'opposizione dei conservatori: dalle obiezioni generiche sul diritto delle donne di intraprendere una carriera professionale, fino a quelle più piccole come ad esempio che una donna non dovrebbe esaminare un cadavere. Queste esperienze portarono Lanteri e Cecilia Grierson (la prima donna ad ottenere una laurea in medicina in Argentina) a co-fondare nel 1904 la Asociación de Universitarias Argentinas, la prima associazione universitaria studentesca per le donne del paese.
Nel 1906 diventa la sesta donna diplomata medico dell'Argentina e aderisce al Centro Femminista del Congresso Internazionale di Libero Pensiero che chiedeva pari diritti per uomini e donne in Argentina.
A seguito del tirocinio presso il reparto femminile dell'ospedale San Roque, nel 1907 Lanteri diventò la quinta donna in Argentina ad ottenere una laurea medica e la prima italo-argentina a farlo.

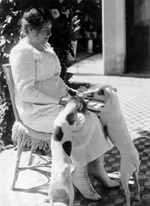
Julieta Lanteri nel 1920

Lanteri lavorò per un decennio nell'ufficio di pubblica assistenza di Buenos Aires e nell'ospedale di emergenza e nel dispensario. Promosse una campagna attiva per un maggiore accesso alle cure mediche per i poveri nella fase iniziale e fondò il periodico Semana Medica. Nel 1905 fondò l'Associazione argentina di libero pensiero e rimase attiva nella causa dei diritti delle donne, a cui aderirono Grierson, Alicia Moreau de Justo, e altri per la creazione del Centro per femminismo in occasione del Congresso Internazionale di libero pensiero del 1906, tenutosi a Buenos Aires.
Ha fondato la Lega Nazionale del libero pensiero delle Donne e la rivista La Nueva Mujer. Nel 1910 aiutò ad organizzare il primo Congresso Internazionale delle Donne e in seguito ha contribuito a organizzare il primo congresso nazionale sul benessere dei bambini.
La sua domanda di assunzione presso la scuola medica della sua alma mater venne respinta, ufficialmente perché lei era ancora una cittadina straniera, il che la spinse per presentare domanda per ottenere la cittadinanza argentina; tuttavia, all'epoca alle donne immigrate non sposate non veniva in genere concessa la cittadinanza in Argentina. Lanteri sposò allora il dottor Alberto Renshaw nel 1910 e dopo otto mesi di una lunga causa legale, ottenne finalmente la cittadinanza nel 1911. Il matrimonio, di per sé, fece molto discutere poiché il marito era 14 anni più giovane della sposa: tale scusa fu infatti utilizzata per negare la sua iscrizione al corso di Psichiatria presso la facolta di medicina dell'università di Buenos Aires.
Dal 1907 al 1920 viaggia molto in Europa dove si occupa di migliorare il trattamento dei bambini negli asili.

## Carriera politica

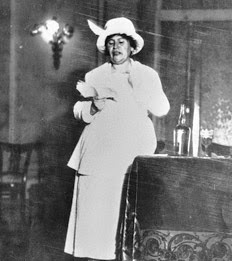
Julieta Lanteri nel 1921

Grazie alla sua perfetta e dettagliata conoscenza dettagliata della legge elettorale nº 5098, che specificava numerosi requisiti per il diritto di voto (anche se era discutibile il diritto della donna a farlo), Lanteri convinse l'ufficio elettorale ad accettare il suo voto il 16 luglio 1911, in occasione delle elezioni per il Consiglio comunale di Buenos Aires, diventando così la prima donna a votare in Sud America, mentre alle donne non fu concesso il diritto di voto a livello nazionale in Argentina fino al 1947. La legge elettorale argentina tuttavia fu modificata quello stesso anno, imponendo il requisito di aver svolto il servizio militare (cosa obbligatoria di tutti i cittadini argentini di sesso maschile) al fine poter votare, eliminando così di nuovo il diritto di voto per le donne. Lanteri allora fondò, insieme al suo avvocato Angelica Barreda, un partito politico, la Unione Femminista Nazionale nel 1918, candidandosi in seguito a tutte le elezioni del Congresso argentino dal 1919 fino al colpo di stato militare del 1930.

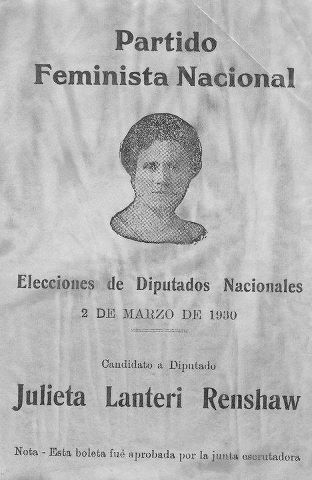
Volantino del Partito Femminista Nazionale fondato da Julieta Lanteri

Nel 1920 entra nel Partito Socialista con Alicia Moreau de Justo e nel 1923 forma il Partito Nazionale Femminista di tendenze femministe e socialiste.
La piattaforma del suo partito politico rivendicava il suffragio universale, l'uguaglianza dei sessi sotto il codice civile argentino e una vasta gamma di legislazione sociale progressiva, tra cui: una legislazione per la regolazione dell'orario di lavoro, la parità di retribuzione, le pensioni, i benefici connessi al congedo di maternità, le riforme del diritto del lavoro riguardanti le donne e bambini lavoratori, la formazione professionale per le donne, la legalizzazione del divorzio, l'assistenza specialistica per giovani delinquenti, la riforma carceraria, l'abolizione della pena capitale, investimenti nella sanità pubblica e asili nido, una maggiore regolamentazione per la sicurezza sul lavoro nelle fabbriche, i divieti in materia di fabbricazione e vendita di alcolici, la medicina preventiva contro le malattie infettive e la chiusura dei bordelli regolamentati. Il suo partito non ebbe mai successo, ottenendo dai 1.000 ai 1.730 voti in ogni elezione. Tra i suoi sostenitori vi fu lo scrittore nazionalista Manuel Gálvez che, al contrario di entrambi i conservatori e la sentenza UCR, ha scelto di votare per lo "intrepido dottor Lanteri".

## Morte

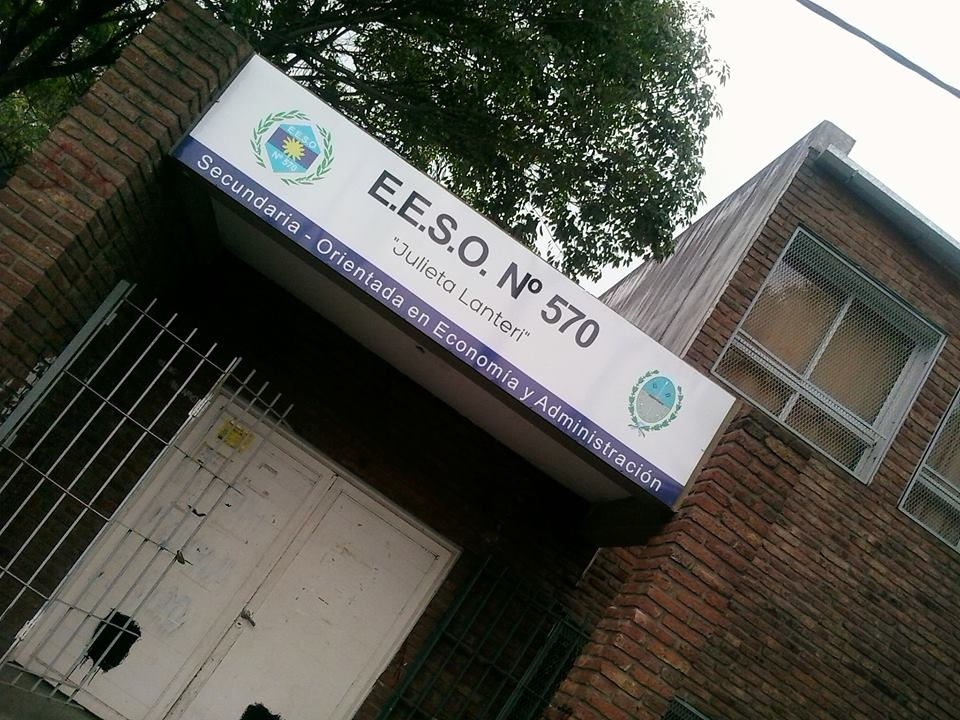
Scuola intitolata a Julieta Lanteri a Rosario

Il 23 febbraio 1932, mentre camminava sul viale Diagonal Norte a Buenos Aires, venne investita da un'auto, il cui conducente fuggì. Dopo due giorni in ospedale, il Julieta Lanteri morì all'età di 58 anni. Più di 1.000 persone parteciparono al suo funerale.
L'incidente, che inizialmente venne classificato come un normale incidente dalla polizia, venne successive indagato da Adelia Di Carlo, all'epoca giornalista di El Mundo. Il quotidiano pubblicò giornalmente gli sviluppi delle indagini e i dettaglia dell'incidente, tra cui il fatto che nel rapporto della polizia erano stati cancellati il nome dell'autista e la targa del veicolo coinvoltoː si scoprì in seguito che l'omicida era stato David Klapenbach, un membro del gruppo paramilitare di estrema destra della Lega patriottica argentina. Lo stesso Klapenbach aveva già commesso numerosi omicidi. La casa della giornalista Di Carlo venne perquisita dalla polizia federale argentina a seguito della pubblicazione di questi dettagli.
Le giornaliste investigative Araceli Bellota ed Ana María De Mena hanno pubblicato una nuova biografia su Julieta Lanteri nel 2001, mentre una strada del quartiere di Buenos Aires di Puerto Madero, è stato intitolata in suo onore.